# Linda Ronstadt
Linda Maria Ronstadt (ur. 15 lipca 1946 w Tucson) – amerykańska piosenkarka, autorka tekstów, muzyk, producentka muzyczna, aktorka i aktywistka społeczna. Wykonuje muzykę określaną jako folk rock i country rock.

## Kariera artystyczna
Linda Ronstadt rozpoczęła karierę w folkowym zespole The Stone Poneys, z którym nagrała w sumie trzy studyjne krążki. Zespół nie zdobył większej popularności, a ich jedyny przebój Different Drum zdołał dotrzeć do pozycji trzynastej na amerykańskiej liście bestsellerów.
Po odejściu z grupy Ronstadt rozpoczęła solową karierę, wydając w 1969 roku debiutancki krążek zatytułowany Hand Sown...Home Grown. Mimo iż album nie odniósł większego komercyjnego sukcesu, został uznany przez krytyków za jeden z pierwszych krążków wywodzących się z nurtu tzw. alternatywnego country. Drugi solowy album wokalistki pt. Silk Purse ukazał się w 1970 roku i zdołał dotrzeć do miejsca 103. na liście Billboard. Pochodzący z tej płyty utwór Long, Long Time, mimo iż nie stał się przebojem, został nominowany do nagrody Grammy.
W 1972 roku artystka wydała trzeci album pt. Linda Ronstadt, utrzymany, podobnie jak poprzednie krążki, w stylistyce country. Pomimo przychylnych recenzji krążek nie odniósł większego sukcesu komercyjnego. W 1973 roku Linda Ronstadt opublikowała krążek Don’t Cry Now, na którym po raz pierwszy miała okazję współpracować z brytyjskim producentem Peterem Asherem. Album okazał się hitem i sprzedał się w ponad 500.000 kopii, stając się pierwszą złotą płytą w karierze artystki.
Prawdziwy przełom w karierze Ronstadt nastąpił jednak w 1974 roku, za sprawą albumu Heart Like A Wheel. Album łączył rockową stylistykę z elementami country i popu. Krążek zdobył najwyższe uznanie wśród krytyków muzycznych, a także w samych tylko Stanach Zjednoczonych okrył się podwójną platyną. Magazyn Rolling Stone umieścił Heart Like a Wheel na swojej prestiżowej liście 500 najlepszych płyt wszech czasów na miejscu 164. Krążek promowały dwa przebojowe single You're No Good (który dotarł na sam szczyt amerykańskiej listy bestsellerów) oraz When Will I Be Loved (który dotarł do miejsca drugiego w Stanach Zjednoczonych). Na krążku znalazła się także ballada I Can’t Help It (If I’m Still in Love with You), za którą Ronstadt otrzymała pierwszą w swojej karierze nagrodę Grammy.
W 1975 roku Linda Ronstadt wydała platynowy album Prisoner in Disguise, który zawierał takie przeboje jak Heatwave, czy Tracks of My Tears. Na krążku znalazł się także cover przeboju Dolly Parton I Will Always Love You, który dwadzieścia lat później stanie się światowym hitem w wykonaniu Whitney Houston. W 1976 roku Ronstadt wydała album Hasten Down The Wind, który również okrył się platyną, za który otrzymała również nagrodę Grammy. W tym samym roku piosenkarka opublikowała pierwszą w swojej karierze kompilację największych przebojów pt. Greatest Hits. Album, mimo iż nie zawierał premierowego materiału, zdołał w Stanach Zjednoczonych sprzedać się w ponad siedmiu milionach egzemplarzy.
W 1977 roku Ronstadt wydała płytę Simple Dreams, która dotarła na szczyt amerykańskich i australijskich zestawień. Krążek uzyskał w USA status trzykrotnej platyny, chociaż jego rzeczywista sprzedaż przekroczyła liczbę pięciu milionów egzemplarzy. Album zawiera m.in. dwa singlowe przeboje It’s So Easy oraz Blue Bayou (przeróbka przeboju Roya Orbisona), które w tym samym czasie okupowały pozycję w TOP5 amerykańskiej listy bestsellerów. W 1978 roku Ronstadt ustanowiła rekord, stając się pierwszym w historii amerykańskiej fonografii artystą, którego płyta zanim trafiła do sprzedaży zyskała status podwójnej platyny na podstawie zamówień składanych przez wyspecjalizowane sieci sklepów muzycznych. Sprzedaż krążka przekroczyła ostatecznie cztery miliony egzemplarzy, a single Just One Look i Oh Baby Baby dotarły do wysokich pozycji na listach przebojów. W tamtym okresie Ronstadt była również najlepiej zarabiającą piosenkarką oraz jedną z pierwszych kobiet, które występowały na stadionach przed kilkudziesięciotysięczną rzeszą fanów. Linda Ronstadt zakończyła dekadę lat siedemdziesiątych jako najpopularniejsza i najlepiej sprzedająca się piosenkarka (jedyna, której każda płyta począwszy od 1974 roku zyskała co najmniej status platyny).
W 1980 roku Ronstadt postanowiła urozmaicić swój repertuar, wzbogacając go o wpływy nowej fali i punk rocka. Efektem muzycznych eksperymentów była płyta Mad Love, która wylansowała takie przeboje jak How Do I Make You oraz It Hurts So Bad. Krążek zyskał status platyny i przyniósł artystce kolejną nominację do nagrody Grammy. W 1981 roku Ronstadt wydała drugą kompilację pt. Greatest Hits Vol.2. Mimo iż album nie zdołał powtórzyć komercyjnego sukcesu swojego poprzednika i tak ostatecznie został wyróżniony platynowym certyfikatem. W tym czasie Ronstadt rozpoczęła występy na Broadwayu w przedstawieniu Piraci z Penzance. Za swoją rolę Ronstadt otrzymała nominację do nagrody Tony. Kiedy sztukę przeniesiono na ekran, Ronstadt otrzymała nominację do Złotego Globu. Do muzyki powróciła w 1982 roku, wydając krążek Get Closer". Album przyniósł jej dwie nominacje do nagrody Grammy, był to jednak pierwszy od wielu lat krążek artystki, który nie zdołał okryć się platyną.
W 1983 roku Ronstadt podjęła współpracę z kompozytorem i aranżerem Nelsonem Riddle. Owocem ich współpracy były trzy albumy (What’s New, Lush Life oraz For Sentimental Reasons), zawierające covery popowych standardów z lat 40. i 50. Każda z tych płyt nominowana była do nagrody Grammy. Współpraca z Riddlem okazała się także sukcesem komercyjnym. Pierwszy z serii album What’s New zyskał w USA status trzykrotnej platyny, a pozostałe dwa krążki pokryły się platyną. W 1987 roku Ronstadt wzięła udział w projekcie TRIO obok Dolly Parton i Emmylou Harris. Trzy piosenkarki nagrały platynową płytę pt. Trio, za którą uhonorowane zostały nagrodą Grammy.
W tym samym roku Linda Ronstadt wydała także płytę Canciones de mi Padre zawierającą tradycyjną meksykańską muzykę mariachi. Album okrył się podwójną platyną, pozostając przez długi czas najlepiej sprzedającym się krążkiem nagranym w języku hiszpańskim. Album przyniósł artystce także nagrodę Grammy w kategorii najlepsza płyta z tradycyjną muzyką meksykańską. W 1989 roku Ronstadt wydała płytę Cry Like A Rainstorm, Howl Like The Wind, będącą powrotem do jej rockowych i popowych korzeni. Album pokrył się potrójną platyną i zdobył dwie nagrody Grammy. Krążek promował singel Don't Know Much zaśpiewany w duecie z Aaronem Neville.
W 1991 roku Ronstadt wydała drugą hiszpańskojęzyczną płytę pt. Mas canciones. Album przyniósł jej kolejną statuetkę Grammy. W 1992 roku piosenkarka wydała ostatni hiszpańskojęzyczny krążek pt. Frenesi, który podobnie jak poprzednie, zdobył nagrodę Grammy. W 1993 roku Linda Ronstadt wydała album Winter Light, zawierający tytułową piosenkę filmu Agnieszki Holland pt. Tajemniczy ogród. Album rozszedł się w USA w ponad 200.000 kopii.
W 1995 roku piosenkarka powróciła z albumem Feels like home. Krążek nie odniósł sukcesu komercyjnego, a większość utworów z niego pochodzących znalazła miejsce na wydanym kilka lat później albumie Trio 2 nagranym wespół z Dolly Parton i Emmylou Harris. W 1996 roku Ronstadt opublikowała album dla dzieci pt. Dedicated To The One I Love, który uhonorowany został nagrodą Grammy.
W 1998 Ronstadt wydała studyjny krążek pt. We Ran oraz czteropłytowe wydawnictwo specjalne The Box Set, podsumowujące jej dotychczasową karierę. W 2004 roku wokalistka nagrała album jazzowy Hummin' To Myself, a w 2006 roku razem z Anne Savoy wydała nominowaną do nagrody Grammy płytę Adieu False Heart inspirowaną nowoorleańską muzyką folkową.

## Publikacje
- Simple Dreams: A Musical Memoir, 2013, Simon & Schuster, ISBN 978-1-4516-6872-8

## Odznaczenia
- National Medal of Arts (2014)[1]